# Reino de Irak
El Reino Hachemita de Irak (Árabe: المملكة العراقية الهاشمية; al-Mamlakah ʾal-ʿIrāqīyah ʾal-Hāshimīyah) es el nombre que el actual Estado de Irak recibió al finalizar el Mandato Británico de Irak en 1932.
Aunque Faysal I había sido coronado en 1921, no fue hasta el 3 de octubre de 1932 cuando Irak fue admitida en la Sociedad de Naciones como una nación soberana. Esto no calmó las reclamaciones de los nacionalistas iraquíes, que consideraban la independencia una farsa. En 1941, apoyados por Alemania, un gobierno nacionalista se hizo con el poder, lo que motivó la invasión británica de Irak. Esto solo confirmó las críticas de los nacionalistas, e incrementó el descontento en la dinastía Hachemí que gobernaba Irak.
El 14 de julio de 1958 se ejecutó un golpe de Estado militar liderado por el coronel Abdul Karim Qasim, y el rey Faysal II fue ejecutado junto a la mayoría de la familia real iraquí, siendo reemplazada la monarquía por una república.

## Creación
Al finalizar la Primera Guerra Mundial el Imperio otomano fue desmembrado y el control que los otomanos ejercían sobre los vilayatos (provincias) de Bagdad, Mosul y Basora pasó a manos del Reino Unido. Los británicos formalizaron su control sobre Irak al recibir un Mandato de la Sociedad de Naciones sobre Mesopotamia en 1920. Inicialmente el Mandato británico no incluía la provincia norteña de Mosul, pero al descubrirse la importancia de los yacimientos petrolíferos allí presentes, Mosul fue integrada al Mandato en 1926.
Faysal I de la Casa Hachemí fue nombrado rey de Irak en 1921 por los británicos, gracias a las contribuciones de su familia durante la Rebelión Árabe. Faysal había sido nombrado rey de la Gran Siria por los nacionalistas árabes al finalizar la Primera Guerra Mundial, pero fue expulsado por los franceses.
En 1932 Irak fue admitida como nación soberana en la Sociedad de Naciones, aunque la presencia militar británica continuó. Grupos nacionalistas liderados por el Partido Nacionalista y el Partido de la Hermandad Nacional protagonizaron la oposición a la presencia extranjera en el país.

## Historia
En 1929, Persia, gobernada por la dinastía Pahlaví, reconoció la existencia de Irak, no obstante, las fronteras entre ambos países no fueron establecidas hasta 1937, cuando los británicos lograron convencer a los gobiernos de ambos países a firmar un tratado, delimitando la frontera persa-iraquí. El río Shatt al-Arab quedó dividido entre ambas naciones, lo que significaba que el cobro del pasaje debía dividirse entre Persia e Irak. Además, navíos de ambas naciones podían navegar sin restricciones por el río.
En 1933 Rashid Ali, un nacionalista, fue invitado a formar un gobierno por el rey Faysal I. Su llegada al poder coincidió con una rebelión de la minoría siria cristiana en Mosul, que fue reprimida por la fuerza (véase Masacre de Simele). El caso fue llevado a la Liga de Naciones y las divisiones entre las fuerzas políticas iraquíes se acentuaron. Para empeorar la situación, la mala salud de Faysal I lo hizo viajar a Suiza para recibir tratamiento, pero allí murió en septiembre de 1933.
Con la muerte de Faysal I, su hijo mayor, Gazi I subió al trono. Desde entonces, hasta 1941, distintas facciones políticas de Irak se hicieron con el cargo del primer ministro por medio de distintos métodos no constitucionales. Durante todos estos años, Nuri as-Said, oficial iraquí probritánico, jugó un papel importante. Gazi no simpatizaba con el ex primer ministro as-Said, que aunque no estaba en el cargo desde 1932, no había perdido poder al ser apoyado por el Reino Unido. Gazi intentó erradicar la influencia británica en su Reino dando más responsabilidades a los militares nacionalistas y a apoyar al panarabismo, e incluso llamar a los kuwaitíes a rebelarse contra sus gobernantes e integrarse a Irak.
En octubre de 1936, el general kurdo Bakr Sidqi dio un golpe de Estado. El asesinato de Sidqi en agosto de 1937 significó el regreso de as-Said a Irak, ya que estaba en el exilio, pero no fue hasta diciembre de 1938 que logró hacerse con el poder mediante un golpe de Estado.
En abril de 1939, Gazi I murió en un accidente de tránsito, siendo culpados los británicos y as-Said por la población, debido a los mensajes antibritánicos de Gazi. Se inician una serie de disturbios en la capital, y el cónsul británico muere linchado por la muchedumbre. El primo de Gazi I, 'Abd al-Ilah, sube al poder como regente, ya que el heredero Faysal II era un niño. El Regente es aliado de as-Said y mantiene una actitud probritánica.
Al estallar la Segunda Guerra Mundial, Irak asumió la posición de no beligerante. Todo esto cambió en 1940, con el regreso al poder de Rashid Ali de manera constitucional y con la derrota de Francia en Europa. Los países árabes vieron con buenos ojos las victorias alemanas, interpretándolas como signo de debilidad de las potencias imperialistas: Reino Unido y Francia. Rashid Ali fue presionado para permitir el inicio de las negociaciones con agentes alemanes, cuyo objetivo era la eliminación de la influencia británica en Irak de manera definitiva. El plan salió mal y el Regente destituyó a Rashid Ali.
En abril de 1941, Rashid Ali regresó al poder gracias al apoyo del ejército, esta vez el gobierno iraquí se negó a permitir la llegada de nuevas tropas británicas al país. En respuesta a esto, los británicos invadieron Irak entre abril y mayo de 1941, nombrando primer ministro a Nuri as-Said. El ejército iraquí fue derrotado en menos de un mes, y los nacionalistas árabes huyeron del país. Las fuerzas extranjeras ocuparon Irak hasta el final de la II Guerra Mundial.
Nuri as-Said renunció en 1947 y fue sucedido por Sayyid Salih Jabr. Jabr negoció un nuevo tratado anglo-iraquí en 1948, y aunque logró eliminar las bases aéreas británicas en el país, las modificaciones al tratado no fueron suficientes para el pueblo. Después de una serie de protestas violentas en la calle, Jabr renunció, y los políticos conservadores, representados por Nuri as-Said, regresaron al poder.

## Fin del Reino

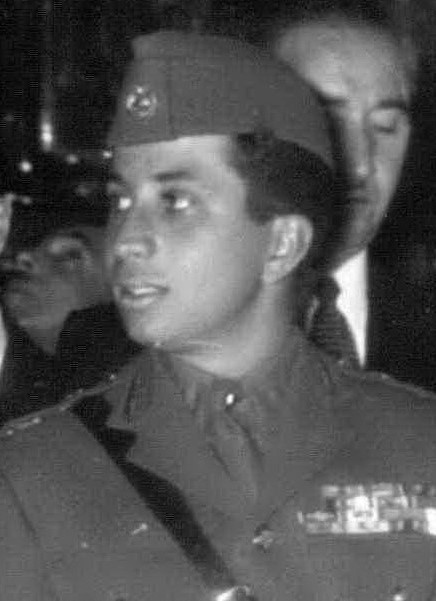
Faysal II, último rey de Irak.

En 1953, Faysal II cumple la edad necesaria para poder ejercer el poder real, pero es el exregente quien continúa manteniendo el poder efectivo del rey.
Aunque algunos progresos se hicieron en los años 50, como el aumento de los pagos por extracción de petróleo que las compañías extranjeras pagaban al gobierno, estos cambios no fueron suficientes para el pueblo iraquí, que veía con malos ojos la alianza británica, formalizada en el Pacto de Bagdad. Este descontento caló en los oficiales más jóvenes del ejército, quienes planificaron el derrocamiento de la monarquía hachemí, formando un movimiento similar al del Movimiento de Oficiales Libres en Egipto.
En 1958, Egipto y Siria formaron la República Árabe Unida, un intento de crear una federación árabe. Intentado neutralizar la influencia Egipcia en la región, los reyes hachemíes proclamaron la Federación Árabe de Irak y Jordania, siendo nombrado Nuri as-Said primer ministro de la Federación. Esta oposición de la monarquía al primer estado panárabe ocasionó mayor descontento en el pueblo.
En julio de 1958, fuerzas iraquíes fueron enviadas a Jordania para fortalecer la presencia árabe en la zona contra Israel durante la Crisis del Líbano de 1958. El 14 de julio, cuando las fuerzas comandadas por Abdul Karim Qasim y Abdul-Salam Arif pasaban por Bagdad hacia Jordania, tomaron la ciudad y derrocaron la monarquía. La mayor parte de la familia real, incluyendo al rey y el regente, fueron acribillados mientras escapaban del palacio.
Nuri as-Said, figura clave durante la existencia del Reino de Irak, fue capturado poco después y fusilado.